# نصر الدين الشغيل
نصر الدين عمر أحمد عبد الله الشغيل (7 أبريل 1985 بالسودان - ) هو لاعب كرة قدم سوداني سابق في مركز الوسط. شارك مع منتخب السودان لكرة القدم. أما مع النوادي، فقد لعب مع نادي المريخ.

## وصلات خارجية
- نصر الدين الشغيل على موقع إي إس بي إن إف سي (الإنجليزية)
- نصر الدين الشغيل على موقع ناشيونال فوتبول تيمز (الإنجليزية)
- نصر الدين الشغيل على موقع Soccerway.com (الإنجليزية)
- نصر الدين الشغيل على موقع عالم كرة القدم.نت (الإنجليزية)